# Волф-Хайнрих фон Хелдорф
Волф-Хайнрих фон Хелдорф (на немски: Wolf-Heinrich von Helldorff) е германски политик и борец от съпротивата, участвал в опита за убийство на фюрера Адолф Хитлер от 20 юли 1944 г..

## Ранен живот
Хелдорф е роден в Мерзебург, син на благороден земевладелец. Хелдорф служи като лейтенант от 1915 г. в Първата световна война. Той е член на Пруския парламент от 1924 до 1928 г. и отново през 1932 г.
Той също така е приятен със сценичния магьосник Ерик Ян Ханусен, който непрекъснато му отпуска пари за своите дългове. „Графът винаги е бил в дълг, а личният му живот е бил разрушен, той е отделен от съпругата си и в лоши отношения с майка си, след като е изпълнил обещанието си да си плати наемната сума.“

## Шеф на полицията в Берлин
Става член на Националсоциалистическата свободна партия (НССП) през 1924 г., служила като законна форма на нацистката партия, която е забранена след Бирения пуч. НССП се влива във възстановената НСДАП през 1926 г., след като отново е разрешена, а през 1931 г. Хелдорф се присъединява към СА, ставайки лидер на СА в Берлин. Обхватът на работата му се увеличава през 1933 г., когато отговаря и за ръководството на СС в Берлин-Бранденбург. В същото време е избран и Райхстага.
През март същата година е обявен за полицейски шеф на Потсдам, а от юли 1935 г. заема същата длъжност в столицата Берлин, на който пост остава последното десетилетие от живота си. Хелдорф, който е комарджия, е известен с арестуване на заможни евреи, задържане на паспортите им и след това изнудване за огромни подкупи, за да осигури тяхното освобождаване и излизане от Нацистка Германия.
Той е близък съюзник с д-р Йозеф Гьобелс, гаулайтер на Берлин и министър на пропагандата и общественото просвещение. Като началник на Берлинската полиция Хелдорф участва в тормоза и ограбването на еврейското население в Берлин в началото и в средата на 1930-те години. Гьобелс споменава в дневника си на 2 юли 1938 г., че „Хелдорф иска да построи еврейско гето в Берлин. Богатите евреи ще трябва да финансират строителството“. Хелдорф е организационният мозък зад палежи и плячкосване на синагогите в Берлин и еврейския бизнес в погромите на Кристалната нощ от ноември 1938 г. На 8 ноември 1938 г., в деня, в който е погрома, той е цитиран в „Ню Йорк Таймс“, казвайки, че „в резултат на полицейска дейност през последните няколко седмици цялото еврейско население в Берлин е разоръжено“.

## Заговор от 20 юли
Твърди се, че Хелдорф има някаква форма на комуникация с военната опозиция срещу Хитлер още през 1938 г. Това е особено в случая с книгата на Ханс Гисевиус „Към горчивия край“, в която Хелдорф играе важна роля в кръга на конспираторите и антинацистите на Гизиус.
На 20 юли 1944 г. той е в комуникация с превратаджиите. Планираната му роля в заговора е да не позволи на полицията да се намесва във военното прочистване, а след това да помогне на новото правителство.
Фактът, че Хелдорф се сблъсква с антихитлерското движение в опит да атакува Адолф Хитлер, му печели място в историята като германски участник в съпротивата срещу нацисткия режим.

## Процес и екзекуция
За участието си в заговора от 20 юли за убийството на Адолф Хитлер в Източна Прусия, Хелдорф е осъден от Народна съдебна палата и по-късно екзекутиран в затвора Пльоцензе. Хитлер настоява Хелдорф да бъде принуден да гледа как другите заговорници биват обесвани, преди собствената му екзекуция.